# Spiraea subcanescens
Spiraea subcanescens är en rosväxtart som beskrevs av Per Axel Rydberg. Spiraea subcanescens ingår i släktet spireor, och familjen rosväxter. Inga underarter finns listade i Catalogue of Life.